# تسیتسرناوانک (کاشاتاق)
تسیتسرناوانک (ارمنی: Ծիծեռնավանք؛ ترکی آذربایجانی: Hüsülü) یک منطقهٔ مسکونی در جمهوری آرتساخ است که در استان کاشاتاق واقع شده‌است. تسیتسرناوانک ۱٬۲۹۱ متر بالاتر از سطح دریا واقع شده‌است.